# Italiana (Mina)
Italiana è il trentacinquesimo album studio della cantante italiana Mina, pubblicato su due LP a novembre del 1982 dall'etichetta discografica di proprietà della cantante PDU e distribuito dalla EMI Italiana.

## Descrizione
Come altri lavori di Mina questo album nella prima edizione è un doppio lp non divisibile (musicassetta PDU PMA 730/31), nelle successive ristampe, su vinile (PDU L. 70031/33) e CD (PDU 090 7906982/92 anche in Svizzera), viene diviso e venduto come due album separati con l'aggiunta al titolo di "vol. 1" e "vol. 2", mantenendo comunque le stesse liste tracce dei due dischi originari e la stessa copertina.
Le immagini di copertina e del poster in regalo all'interno della confezione di inizio produzione, sono denominate "Mina in multicolor". La solita fotografia di Mauro Balletti viene rielaborata prima in bianco e nero come fosse una maschera e poi aggiungendo il colore per aumentarne l'effetto visivo.
Primo album registrato nei nuovi studi PDU di Lugano.
Nonostante raccolga, come l'LP precedente, per la maggior parte canzoni d'amore, che toccano questa volta argomenti più leggeri e delicati trattati con arrangiamenti meno invadenti, l'album vende leggermente meno, registrando un sesto posto nella classifica settimanale e il 36° a fine 1982.

## I brani
- Sweet Transvestite

Cover di un brano tratto dalla colonna sonora del film The Rocky Horror Picture Show (1975).
Fa parte di un 45 giri per jukebox (PDU PA JB 151, vendita vietata) il cui lato A è Mi piace tanto la gente.
- Marrakesh

Versione in italiano (testo Cristiano Malgioglio) di un vecchio successo di Caetano Veloso, Qualquer coisa del 1975.

## Tracce
Edizioni musicali PDU, se non altrimenti indicato.
Disco 1 - Lato A
1. Magica follia – 3:54 (Andrea Lo Vecchio)
2. Il cigno dell'amore – 4:21 (Anselmo Genovese)
3. Perfetto non so – 3:58 (testo: Andrea Lo Vecchio – musica: Celso Valli; edizioni musicali PDU, Katmandu)
4. Per averti qui – 4:33 (Massimiliano Pani, Valentino Alfano)
5. Ti dimentichi di Maria – 3:32 (testo: Massimiliano Pani – musica: Celso Valli)

Lato B
1. Già visto – 5:12 (testo: Massimiliano Pani – musica: Celso Valli)
2. Morirò per te – 4:20 (testo: Giancarlo Bigazzi – musica: Maurizio Piccoli; edizioni musicali PDU, Intersong)
3. O qué será (feat. Angel "Pato" Garcia [1]) (O qué será (À flor da pele)) – 5:24 (testo: in spagnolo Luis Gomez Escolar – musica: Chico Buarque de Hollanda; edizioni musicali Curci)
4. Sapori di civiltà – 4:54 (Massimiliano Pani, Valentino Alfano)

Disco 2 - Lato A
1. Mi piace tanto la gente – 5:32 (testo: Carla Vistarini – musica: Nat Kipner, Luigi Lopez; edizioni musicali (Christian) De Walden)
2. Sweet Transvestite (feat. John H. Adams) – 4:27 (Richard O'Brien; edizioni musicali Intersong)
3. Senza fiato – 4:02 (testo: Osvaldo Miccichè, Anselmo Genovese – musica: Anselmo Genovese)
4. La vita vuota – 3:41 (testo: Lucio Tunesi – musica: Cesare Rotondo)
5. Marrakesh (Qualquer coisa) – 3:07 (testo: Cristiano Malgioglio – musica: Caetano Veloso; edizioni musicali Intersong)

Lato B
1. It's Your Move – 5:11 (testo: Nat Kipner – musica: Luigi Lopez; edizioni musicali De Walden)
2. Musica d'Argentina – 4:36 (testo: Andrea Lo Vecchio – musica: Celso Valli; edizioni musicali PDU, Katmandu)
3. Caro qualcuno – 5:06 (testo: Sergio Bardotti – musica: Umberto Bindi; edizioni musicali Star, Targa Italiana)
4. Oggi è nero – 5:10 (Massimiliano Pani, Valentino Alfano)

## Formazione
- Mina – voce
- Bruno Bergonzi – batteria, programmazione e batteria elettronica
- Gigi Cappellotto, Dino D'Autorio, Franco Testa, Cosimo Fabiano – basso
- Flaviano Cuffari, Rolando Ceragioli – batteria
- Maurizio Preti – percussioni
- Paolo Gianolio, Sergio Farina, Ernesto Massimo Verardi, Massimiliano Pani – chitarra
- Victor Bach, Mario Robbiani, Gigi Tonet, Celso Valli, Aldo Banfi, Pino Nicolosi – tastiera
- Pier Luigi Mucciolo – tromba
- Rudy Migliardi – trombone
- Claudio Pascoli – sax
- Aida Cooper, Lella Esposito, Gianni Farè, Gigi Ferro, Naimy Hackett, Linda Wesley, Marco Ferradini, Silvio Pozzoli – cori
- Nuccio Rinaldis – Tecnico del suono

## Classifiche

### Classifiche settimanali
| Classifica (1982) | Posizione massima |
| ----------------- | ----------------- |
| Italia            | 6                 |

### Classifiche di fine anno
| Classifica (1982) | Posizione |
| ----------------- | --------- |
| Italia            | 36        |